# 창춘 궤도객차

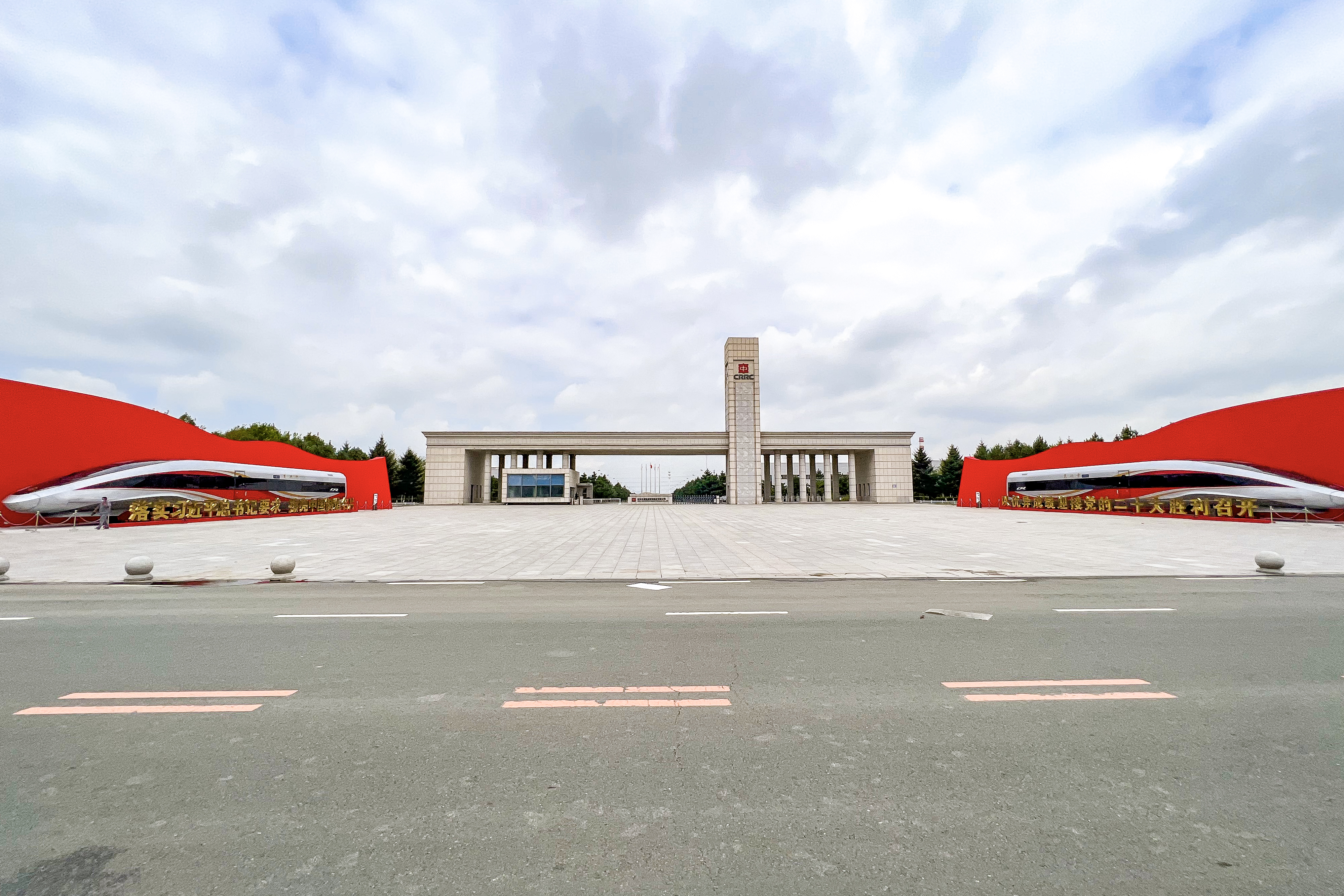

창춘궤도객차고분유한공사(중국어: 長春轨道客车股份有限公司, 영어: Changchun Railway Vehicles co., Ltd)는 지린성 창춘시에 있는 철도, 궤도 차량의 설계, 제작을 담당하는 중국북차집단의 자회사이다. 중국 대부분의 기차나 지하철 제작이나 관리에는 이 회사가 관여한다.

## 연혁
- 1954년 : 철도부 기차차량 제조국 창춘객차창으로서 발족.
- 1958년 : 철도부 기차차량 제조국과 기차차량 수리국이 합병해 철도부 기차차량 공업총국의 관할하가 된다.
- 1986년 : 중국 철로기차차량 공업총공사로 개편.
- 2000년 : 국유기업의 분할에 수반해 중국 북방기차차량 공업집단공사의 완전 자회사가 된다.
- 2002년 3월 : 창춘 궤도객차 구펀 유한공사로 명칭 변경.

## 주요 사업
중국 내 철도, 궤도 차량(객차, 전철)을 제작

## 제조 차량
- 중국 국철 22형 객차
- 중국 국철 25형 객차
- 중국 국철 25형 이층건물 객차
- 중국 국철 DJJ1형 전철람전(브르아로) 호(부수차만)
- 중국 국철 DJJ2형 전철 중화지성호(부수차만)
- 중국 고속 철도 CRH5형 전철
- 베이징 지하철 DK16형
- 베이징 지하철 B4000형
- 톈진 지하철 DKZ9형
- 선쩐 지하철 MOVIA 456형 (100계열)

## 같이 보기
- 철도 차량
- 칭짱 철로